# كرسول شائك
كرسول بنفسجي (الاسم العلمي:Crassula muricata) هو نوع نباتي يتبع جنس الكرسول من فصيلة الكرسولية.